# Церковь Воздвижения Креста Господня на Преображенском кладбище
Церковь Воздвижения Креста Господня — старообрядческая церковь Федосеевского старопоморского согласия.
Церковь расположена в районе Преображенское, Восточного административного округа города Москвы, на территории Преображенской старообрядческой общины.

## История
Инициатором организации Преображенской общины был Илья Алексеевич Ковылин. В 1771 году во время чумы в Москве он получил разрешение у губернатора на создание карантина у Преображенской заставы, «с тем, чтобы их не касались власти». На пожертвования и благодаря торговым и промышленным предприятиям община активно развивалась. К 1806 году она включала в себя женскую и мужскую обители, которые были обнесены каменными оградами с башнями. В начале XIX века в приютах обители проживало 1 500 человек а число прихожан доходило до 10 000.
В 1811 году на женском дворе был построен соборный храм Воздвижения Креста Господня. Предположительно авторами её проекта были В.И. Баженов или М.Ф. Казаков, однако точные данные в настоящее время отсутствуют. Храм выстроен без алтарной абсиды, так как федосеевцы не имеют литургии.
В 1920-е годы все федосеевские моленные были закрыты. Многие церковные ценности были перенесены в Крестовоздвиженский храм. Сам храм за всё время своего существования ни разу не закрывался. И по сей день Преображенская община живет тихо и незаметно посреди огромного, шумного города, относясь с большой настороженностью ко всем посторонним.
В настоящее время московская Преображенская община является наиболее крупным объединением федосеевцев. Большинство федосеевских общин признают её ведущую роль, однако верховенство Преображенской общины основано не более чем на её авторитете.